# Tokyo International Forum
Tokyo International Forum (東京国際フォーラム Tōkyō Kokusai Fōramu?) este un centru de expoziții multifuncțional din Tokyo, Japonia.

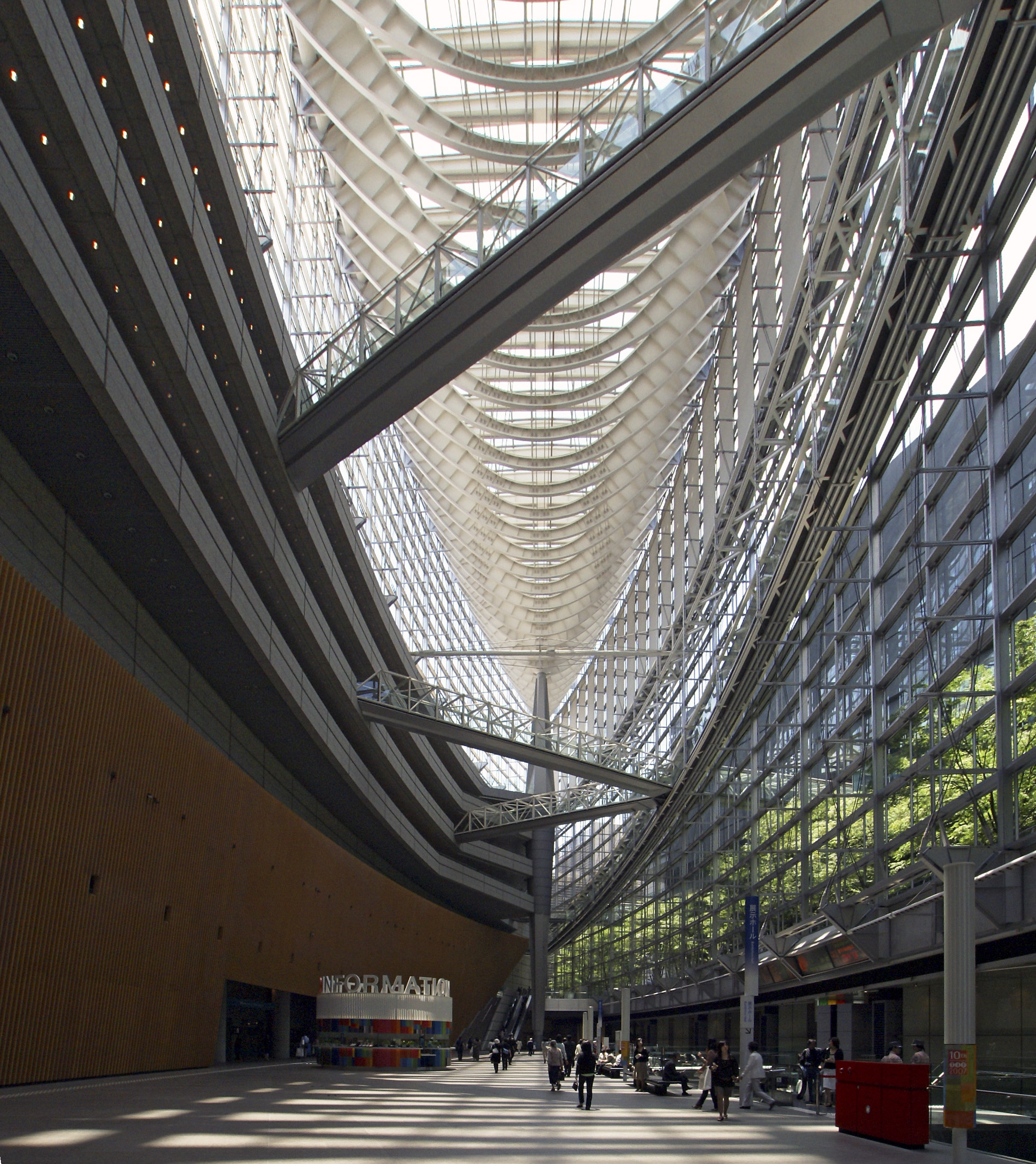
Interiorul Tokyo International Forum

## Istoric
Una distre săli are 5.000 de locuri. Pe lângă aceasta dispune de alte șapte săli, dar și un spațiu expozițional, un hol, restaurante, magazine și alte facilități.
Proiectat de arhitectul Rafael Viñoly și terminat în 1996, dispune de curbe realizate în structura masivă de oțel și sticlă, exteriorul este conturat sub forma unei barci alungite.
Situată între Stația Tokyo și Stația Yūrakuchō în Marunouchi, Chiyoda pe locul anterior ocupat de Primaria din Tokyo (înainte să se mute în Clădirea Guvernului Metropolitan din Tokyo în 1991).
La primul etaj, îndreptată spre Castelul Edo (acum Palatul Imperial), există o statuie de bronz a lui Ōta Dōkan .

## Evenemente selectate
- 7 decembrie 1999: Tragerile la sorț a preliminariilor Campionatului Mondial de Fotbal din Coreea și Japonia din anul 2002
- 2008:  BoA Live Tour 2008 -The Face- [2]
- 2011: Congresul mondial al Uniunea Internațională a Arhitecților [3]
- 2012: Întalnirile anuale ale FMI și a Băncii Mondiale [4]
- 2014: Congresul Asociației Internaționale a Barourilor [5]
- 2015: Ariana Grande, The Honeymoon Tour [6]
- 2016: Selena Gomez, Revival Tour [7]
- 2017: Shawn Mendes,Illuminate World Tour
- 2020: Va avea loc concursul de Haltere de la Jocurile Olimpice de vară din 2020 [8]